# Malmö Järnvägar
Malmö Järnvägar var en gemensam administration för ett antal järnvägsbolag i sydvästra Skåne. Samarbetet startade 1891 mellan Malmö-Billesholms Järnväg (MBJ) och Malmö-Trelleborgs Järnväg (MTJ). När järnvägarna Trelleborg-Rydsgårds Järnväg (TRJ), Malmö-Simrishamns Järnväg (MSJ), Malmö-Kontinentens Järnväg (MkontJ), Västra Klagstorp-Tygelsjö Järnväg (KTJ) och Hvellinge-Skanör-Falsterbo Järnväg (HSFJ) byggdes anslöt sig dessa till det administrativa samarbetet. I samband med att MBJ köptes av staten 1896 och MkontJ 1909 lämnade dessa samarbetet. KTJ lämnade samarbetet 1936 när anställda hos Skånska Cement AB tog över driften. De återstående bolagen fortsätta med samarbetet fram till 1943 när staten köpte bolagen.
MTJ hade en liten verkstad vid Trelleborg Övre, TRJ ett lokstall vid Rydsgård, HSFJ ett lokstall vid Falsterbo och KTJ ett lokstall vid Klagshamn. Alla dessa bolag lät andra bolag utföra större reparationer och den troliga verkstaden var MSJ:s i Malmö. 
MSJ verkstad flyttades 1914-1915 från öster om Malmö C där Frihamnsviadukten ligger idag till sydost om Östervärns station och söder om deras omlagda bana. Banan flyttades för att ge plats åt Statens Järnvägars verkstad norr om den nya sträckningen.
I samarbete fanns också rationaliseringsvinster att hämta genom att tjänstemännen var gemensamma för bolagen.

## Källhänvisningar
- Historiskt om Svenska Järnvägar

1. ↑  Malmö Kulturmiljö Simrishamnsbanans järnvägsverkstäder Rapport 2006:010
2. ↑  Svensk rikskalender 1908 Olika Järnvägsbolag
3. ↑  Sveriges statskalender 1925 Olika Järnvägsbolag